# 더그 듀시
더글러스 앤서니 "더그" 듀시(영어: Douglas Anthony "Doug" Ducey, 1964년 4월 9일 ~ )는 미국 공화당 소속의 정치인으로, 현 애리조나주 제23대 주지사이다. 2015년 잰 브루어 전임 주지사의 뒤를 이어 취임했다. 본명은 더글러스 앤서니 로스코 주니어(Douglas Anthony Roscoe, Jr.)이며, 친부모인 로스코 부부가 이혼하면서 듀시 일가에 입양되었다.

## 역대 선거 결과
| 선거명      | 직책명            | 대수 | 정당   | 득표율 | 득표수      | 결과 | 당락                     |
| ----------- | ----------------- | ---- | ------ | ------ | ----------- | ---- | ------------------------ |
| 2010년 선거 | 애리조나 재무장관 | 18대 | 공화당 | 51.86% | 859,672표   | 1위  | 애리조나주 재무장관 당선 |
| 2014년 선거 | 애리조나 주지사   | 23대 | 공화당 | 53.44% | 805,062표   | 1위  | 애리조나 주지사 당선     |
| 2018년 선거 | 애리조나 주지사   | 23대 | 공화당 | 56.00% | 1,330,863표 | 1위  | 애리조나 주지사 당선     |

## 참고 자료
- 더그 듀시  - 공식 웹사이트
- 주 정부 인물 소개
- 더그 듀시 - X
- 더그 듀시 - 인스타그램
- 더그 듀시 - 페이스북